# Gabriele Muccino
Gabriele Muccino (Roma, 21 de mayo de 1967) es un director de cine italiano.

## Biografía
Muccino asistió a un curso de dirección en el Centro Sperimentale di Cinematographia. Una vez terminado, creó documentales y cortos para la RAI, la televisión nacional italiana. 
Su debut como director cinematográfico fue con Ecco fatto, película para la que también escribió el guion, y que le valió una nominación a mejor director en el Festival de Cine de Turín de 1998. Su siguiente película, Come te nessuno mai, logró varias nominaciones y premios en festivales de toda Europa, incluido el Grand Prix del Festival de Cine de París.
Ha dirigido también a Will Smith en los filmes En busca de la felicidad y Siete almas, y a la cantante ganadora del Grammy Laura Pausini en su video «E ritorno da te».

## Filmografía

### Director
- Ecco fatto (1998)
- Come te nessuno mai (1999)
- L'ultimo bacio (2001)
- Ricordati di me (2003)
- En busca de la felicidad (2006)
- Siete almas (2008)
- Baciami ancora (2010)
- Quello che so sull'amore (Playing for Keeps) (2012)
- Fathers and Daughters (2015)
- L'estate addosso (2016)
- A casa tutti bene (2018)
- Gli anni più belli (2020)